# Werner Müller (funkcjonariusz)
Werner Müller, ps. „Robert” (ur. 15 czerwca 1936) – major służby bezpieczeństwa NRD Stasi, funkcjonariusz przedstawicielstwa MBP NRD w Polsce.

## Życiorys
Wstąpił do resortu bezpieczeństwa publicznego NRD, zajmując szereg funkcji, m.in. funkcjonariusza Zarządu Okręgowego MfS w Rostocku, w Grupie Operacyjnej Warszawa Stasi (Operativgruppe Warschau des MfS), funkcjonariusza (od 1981), następnie kier. (1983–1985) ekspozytury w Szczecinie, funkcjonariusza Grupy Operacyjnej Warszawa Stasi w Warszawie (1985–1989). W Szczecinie pracował pod „przykryciem” stanowiska pracownika przedstawicielstwa Kombinatu Gospodarki Morskiej w Rostocku (Kombinat Seeverkehr und Hafenwirtschaft) (1981-1985).